# 598 Octavia
Octavia (asteróide 598) é um asteróide da cintura principal com um diâmetro de 72,33 quilómetros, a 2,0713051 UA. Possui uma excentricidade de 0,2495017 e um período orbital de 1 674,71 dias (4,59 anos).
Octavia tem uma velocidade orbital média de 17,92856654 km/s e uma inclinação de 12,23635º.
Esse asteróide foi descoberto em 13 de Abril de 1906 por Max Wolf.